# Zeche Gute Hoffnung III
Die Zeche Gute Hoffnung III ist ein ehemaliges Steinkohlenbergwerk in Löttringhausen. Die Zeche war eine Kleinzeche, die nur wenige Jahre in Betrieb war. Die Zeche befand sich an der Löttringhauser Straße 311, Besitzer war Erwin Schmidt.

## Bergwerksgeschichte
Im Jahr 1954 wurde die Zeche in Betrieb genommen, mit 28 Bergleuten wurden 772 Tonnen Steinkohle abgebaut. Im darauffolgenden Jahr wurden von 35 Bergleuten 3592 Tonnen Steinkohle abgebaut. Die maximale Förderung wurde im Jahr 1960 mit 22 Bergleuten erbracht, es wurden 5508 Tonnen Steinkohle gefördert. Am 11. Mai des Jahres 1962 wurde in Dortmund-Kruckel die Zeche Gute Hoffnung III, Nebenschacht Finefrau in Betrieb genommen. Besitzer dieser Kleinzeche, die auch Zeche Gute Hoffnung II oder einfach nur Nebenschacht Finefrau genannt wurde, war ebenfalls Erwin Schmidt. Dieses Bergwerk wurde vermutlich im Jahr 1963 mit der Zeche Gute Hoffnung zusammengelegt. Im Jahr 1964 wurden mit 18 Bergleuten eine Förderung von 1893 Tonnen Steinkohle erbracht. Am 30. Mai des Jahres 1965 wurde sowohl die Zeche Gute Hoffnung III als auch Nebenschacht Finefrau stillgelegt.